# ليو كانغ
ليو كانغ، (بالإنجليزية: Liu Kang)‏شخصية من شخصيات لعبة الفيديو القتالية مورتال كومبات صممت من أجل ميدواي.

## نظرة عامة
عندما ظهر لأول مرة كان على شكل كاهن شاولين يدخل دورة القتال المميت لينقذ عالمه، عالم الأرض، من الدماربسبب خسارة العالم لـ9 دورات متتالية. من وقت فوزه بالدورة، أصبح ليو كانغ مدافع من عالم الأرض مع محاربي الأرض ومرشده، إله الرعد رايدن.
يقتل ليو كانغ على يد شانغ تسونغ وكوان شي في لعبة مورتال كومبات: حلف مميت، ولكن روحه تبقى تحرس عالم الأرض باستخدام جسده المعاد إحيائه من قبل رايدن.
صممت شخصية ليو كانغ لتكون الشخصية البطلة في مورتال كومبات كما ظهرت شخصيته في أفلام مورتال كومبات وقصص مورتال كومبات المصورة.

## وصلات خارجية
- الموقع الرسمي
- Liu Kang at the قاعدة بيانات الأفلام على الإنترنت